# Автодорога M-32 (Казахстан)
M-32 — автомобільна дорога Казахстану. Дорога з'єднує Погодаево, Уральськ, Актобе, Кизил-Орду, Туркестан та Шимкент. Автомобільна дорога M-32 — це частина міжнародного транзитного коридору Західна Європа — Західний Китай.

## Маршрут
Дорога М-32 бере початок на прикордонному пункті пропуску «Сирим» (Автомобільний), який розташований за 60 км на північний захід від міста Уральськ (каз. Орал), на кордоні з РФ. Дорога прокладена через аграрно-степову зону і пролягає через Уральськ, далі веде на південний схід, через степову зону веде до міста Актобе.
Між містами Актобе та Хромтау, розмір дороги становить 2х2 смуги. М-32 проходить паралельно кордону з Росією. М-32 проходить північною частиною Аральського моря і вздовж північної частини селища Айтеке-Бі. Дорога проходить через Байконир, паралельно річці Сирдар'я.
М-32 проходить за 25 км на південь від космодрому Байконур. Через 80 кілометрів проходить через Жосали і перетинає Сирдар'ю. Пустельні території змінюються зрошуваними землями. За 150 кілометрів місто Кизилорда. М-32 закінчується на стику з M-39.

## Дорожне покриття
Якість дорожнього покриття: від кордону РФ до Кизил-Орди дорога 2 категорії (двосмугова), від Кизил-Орди до Шимкента — дорога 1 категорії (чотирьохсмугова з роздільником).